# لوتر هد
لوتر هد (انگلیسی: Luther Head؛ زادهٔ ۲۶ نوامبر ۱۹۸۲) بازیکن بسکتبال اهل ایالات متحده آمریکا است.
از باشگاه‌هایی که در آن بازی کرده‌است می‌توان به ساکرامنتو کینگز، ایندیانا پیسرز، میامی هیت، هیوستون راکتس، و آستین توروس اشاره کرد.